# Basilika Mariä Himmelfahrt (Rzeszów)

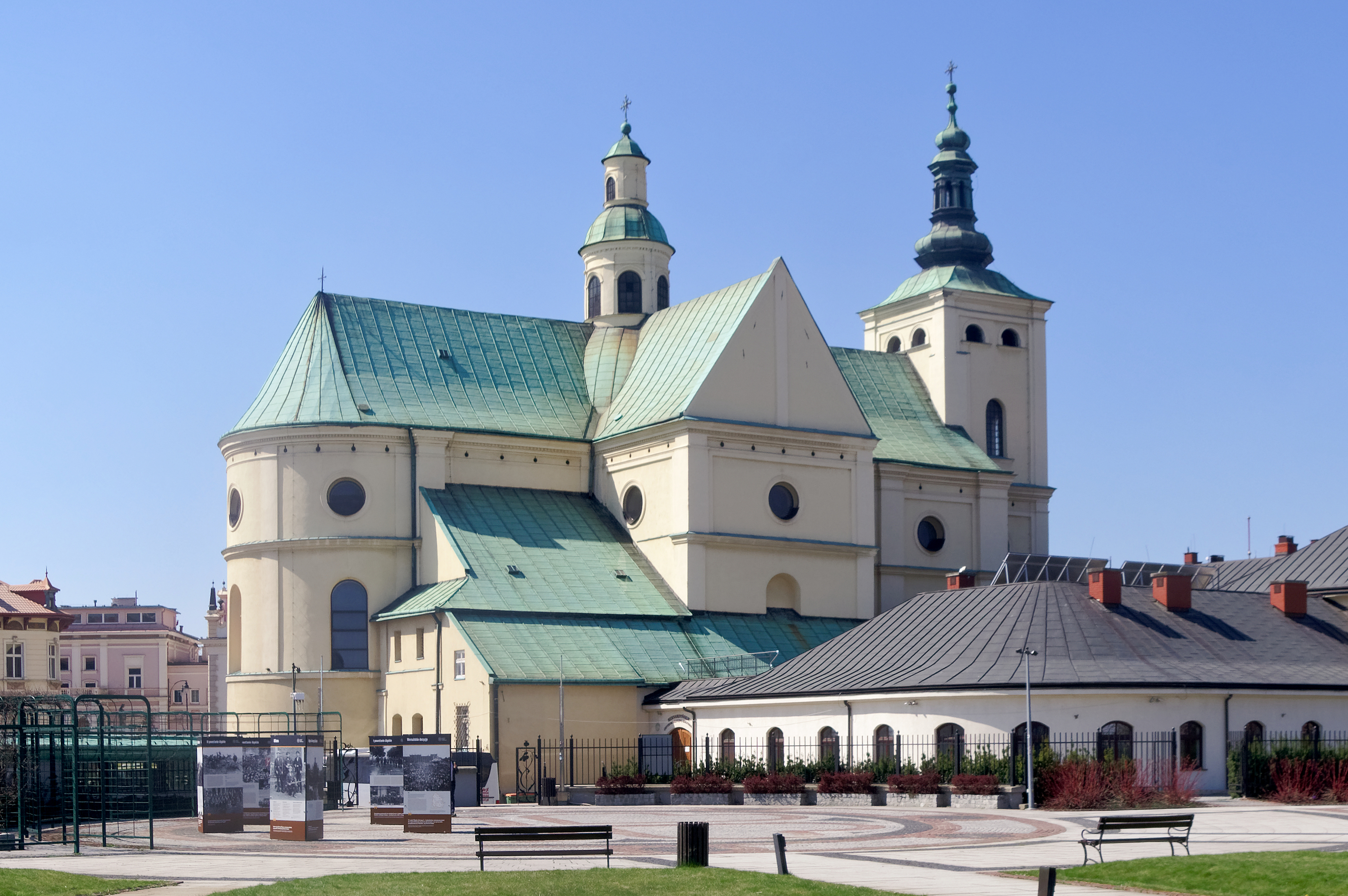
Bernhardinerkirche Basilika Mariä Himmelfahrt in Rzeszów

Die Basilika Mariä Himmelfahrt (polnisch Bazylika Wniebowzięcia Najświętszej Maryi Panny) ist eine römisch-katholische Kirche im Zentrum von Rzeszów in der polnischen Region Karpatenvorland. Das Diözesanheiligtum der Muttergottes des Bistums Rzeszów hat den Rang einer Basilica minor.  Die Pfarrkirche liegt zusammen mit einem Bernhardinerkloster am Rande der Altstadt. Der gesamte Komplex ist denkmalgeschützt.

## Geschichte
Nach lokalen Legenden wurde 1531 bis 1536 aus Anlass einer Marienerscheinung eine kleine Holzkirche für eine wundertätige Marienstatue aus Birnbaumholz erbaut. Zu Beginn des 17. Jahrhunderts wurde unter dem Kastellan von Sandomierz, Mikołaj Spytek Ligęza, als neuem Herrn der Herrschaft Rzeszów eine neue Kirche erbaut. Die Bauarbeiten wurden wahrscheinlich nach 1610 begonnen; die wahrscheinlich aus Leipzig kommenden Baumeister schufen mit der Kirche zugleich eine Familiengrablege der Familie Ligęza und ein Verteidigungsbauwerk der Stadtmauer. Ligęza holte Bernhardinermönche nach Rzeszów und betraute sie mit der Kirche. Am 25. März 1629 fand mit der Fertigstellung der Kirche die feierliche Übergabe des Klosters an die Bernhardiner statt. Nach der Beisetzung von Ligęza in der Kirche wurde diese weiter durch dessen Tochter Konstanza und ihren Mann Jerzy Sebastian Lubomirski gefördert. Im Laufe der Zeit wurde von Wunderheilungen berichtet, weshalb für die Marienstatue von Papst Benedikt XIV. eine kanonische Krönung genehmigt wurde, die am 8. September 1763 vom Erzbischof von Lemberg, Waclaw Hieronim Sierakowski, vollzogen wurde; die Kronen wurden von Jerzy Ignacy Lubomirski gestiftet.
Unter österreichischer Herrschaft konnten die Bernhardiner der drohenden Auflösung durch die josephinischen Reformen 1787 durch ihre sozialen Dienste entgehen. Im Jahr 1863 versammelten sich anlässlich der Hundertjahrfeier der Krönung des Marienbildes 100.000 Gläubige, vor allem aus Galizien, bevor die Kronen drei Jahre später gestohlen wurden. Papst Benedikt XVI. verlieh der Bernhardinerkirche 2008 den Titel einer Basilica minor.

## Architektur
Die Kirche der Bernhardiner in Rzeszów wurde zwischen 1610 und 1629 erbaut. Die einschiffige Saalkirche wurde auf einem kreuzförmigen Grundriss errichtet. Der lange Chor schließt mit einer runden Apsis. Die Tonnengewölbe der Kreuzarme führen zur Vierungskuppel, über dem Eingang der Kirche erhebt sich ein Glockenturm. Der architektonische und künstlerische Aspekt des Gebäudes ist eine harmonische Kombination aus zwei reifen Stilen – Renaissance und Frühbarock – und sehr reicher Dekoration, die für die plastischen Künste des Rokokos charakteristisch ist.

## Ausstattung

### Kapellen

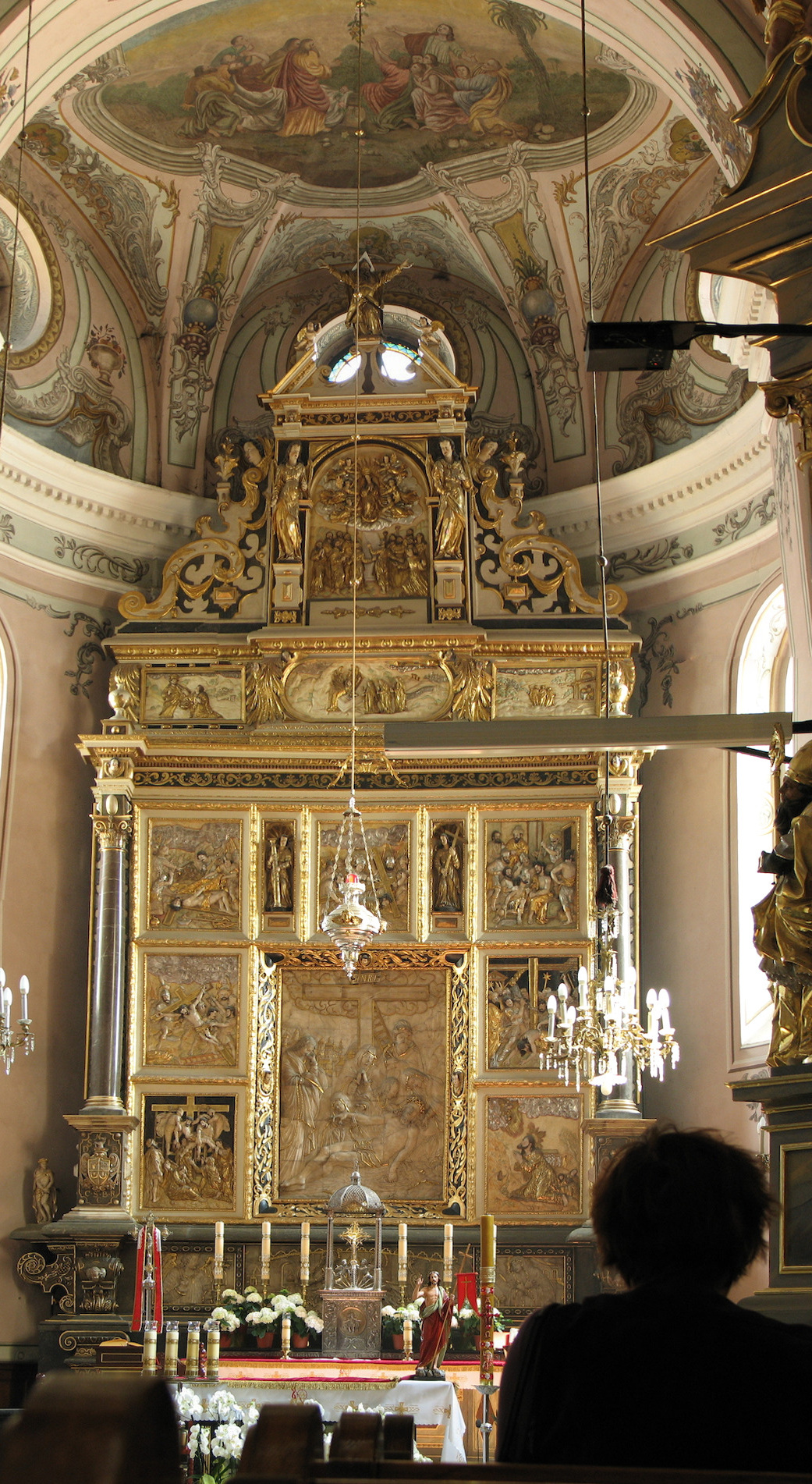
Hauptaltar

Das rechte Querschiff wird von der Marienkapelle eingenommen, in der sich die Statue von Maria mit dem Kind aus der Vorgängerkirche befindet. Die Dekoration der Kapelle stammt aus der ersten Hälfte des 18. Jahrhunderts. Sie wurde von Jerzy Ignacy Lubomirski gestiftet. Die Statue befindet sich in der Mitte eines barocken Altars aus Holz, der mit Vergoldung bedeckt ist. An den Seiten sind in Medaillons Szenen aus dem Leben der Gottesmutter dargestellt (Verkündigung, Heimsuchung der heiligen Elisabeth, Geburt Christi, Darstellung im Tempel und Mariä Himmelfahrt). Der Altar wird von einem ovalen Bild der Unbefleckten Jungfrau gekrönt. Es wird von zwei Engeln getragen, über denen der Heilige Geist und Gottvater schweben. An den Wänden der Kapelle befinden sich Votivbilder, die Gnaden darstellen, die auf die Fürsprache der Muttergottes von Rzeszów erhalten wurden.

### Chor

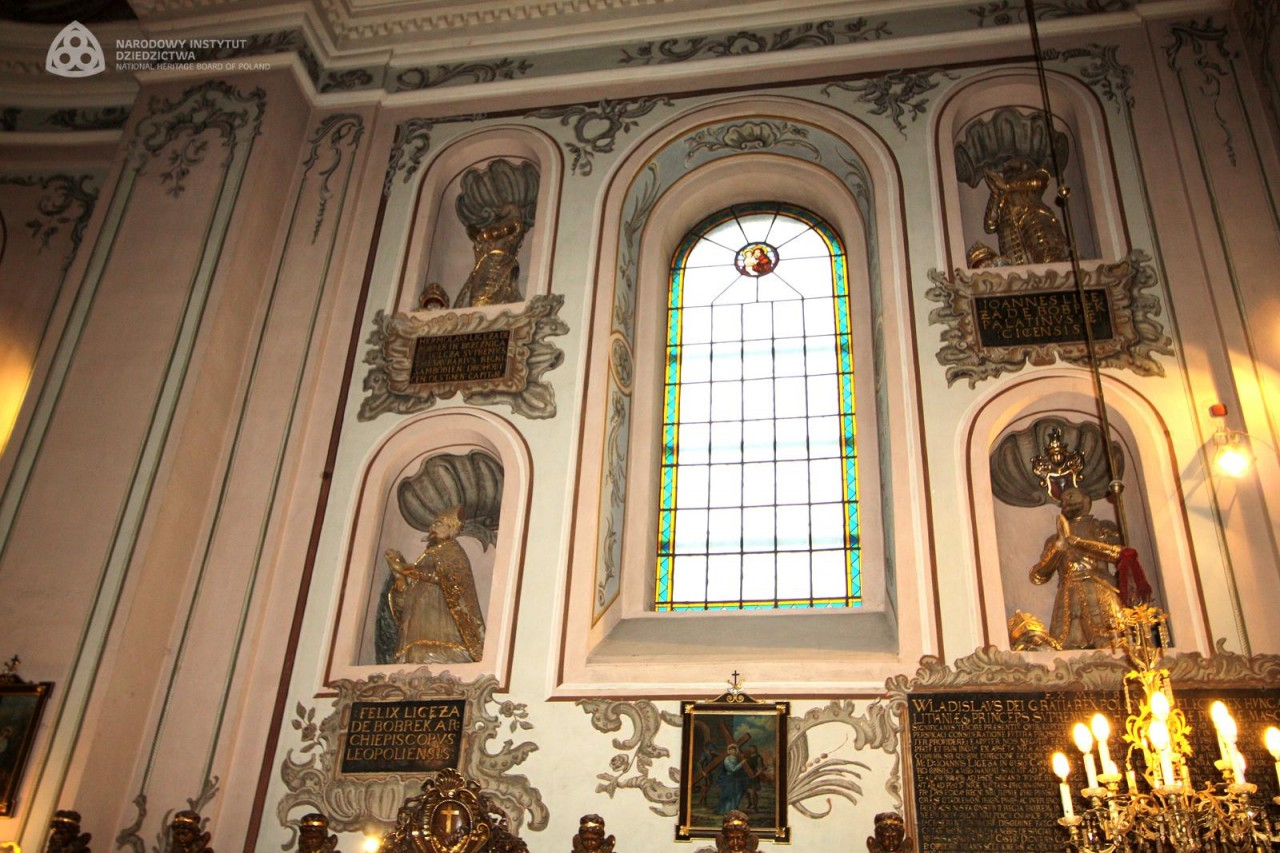
Alabasterbüsten an der nördlichen Chorwand

Im Altarraum sind besonders die Statuen von Mitgliedern der Familie Ligęza aus der Zeit vor 1637 zu erwähnen, die Sebastian Sala zugeschrieben werden und das Mausoleum der Familie bilden. Diese lebensgroßen Skulpturen aus Alabaster stellen acht der prominentesten Figuren der Familie in der Haltung von Betern dar und sind in die Nord- und Südwand des Chors mit Blick zum Altar eingelassen. Sieben von ihnen sind in ritterliche Gewänder gekleidet, während die Figur des Bischofs ein päpstliches Gewand trägt. Sie soll die zahlreichste Sammlung von Alabaster-Statuen in Europa sein. Unterhalb der monumentalen Nischen sind Marmortafeln mit Nachruftexten eingelassen.
Das Chorgestühl wurde nach dem Entwurf von Zygmunt Hendel aus Krakau aus Eichenholz im Stil des Rokokos gefertigt und ist reichhaltig geschnitzt. Im Chor befindet sich auch ein hölzernes Taufbecken mit barocken Formen. Er hat die Form eines Kelches mit einem Deckel, der mit einem Ornament aus Akanthusblättern und einem umgekehrten Kegel versehen ist.